# Campionato Italiano Slalom 2015
Il Campionato Italiano Slalom (CIS) 2015 si è svolto tra il 19 aprile e il 11 ottobre 2015 in 8 gare distribuite in sette regioni diverse. Il titolo di campione italiano slalom è stato vinto per la quinta volta da Fabio Emanuele, mentre quello di campione under 23 è stato vinto da Vincenzo Manganiello.

## Calendario e risultati
| Tappa | Data         | Slalom                                | Sede             | Vincitore          |
| ----- | ------------ | ------------------------------------- | ---------------- | ------------------ |
| 1     | 19 aprile    | Slalom Somano-Bossolasco              | Somano           | Fabio Emanuele     |
| 2     | 3 maggio     | Slalom Torregrotta-Roccavaldina       | Torregrotta      | Fabio Emanuele     |
| 3     | 24 maggio    | Slalom Città di Campobasso            | Campobasso       | Davide Belli       |
| 4     | 21 giugno    | Maxi slalom Salerno-Croce di Cava (*) | Cava de’ Tirreni | Fabio Emanuele     |
| 5     | 9 agosto     | Slalom Città di Santopadre            | Santopadre       | Fabio Emanuele     |
| 6     | 6 settembre  | Slalom dell'Agro Ericino              | Valderice        | Giuseppe Gulotta   |
| 7     | 27 settembre | Slalom Città di Bolca                 | Vestenanova      | Enrico Zandonà     |
| 8     | 11 ottobre   | Slalom monte Condrò                   | Serrastretta     | Salvatore Venanzio |

(*) Gara rinviata dal 7 giugno al 21 giugno.

## Classifiche

### Sistema di punteggio
Per il titolo di campione italiano slalom 2015 il regolamento sportivo prevede la partecipazione ad almeno 5 gare di campionato affinché i punti ottenuti siano considerati validi. Il punteggio in classifica assoluta è dato dalla somma dei cinque migliori punteggi totalizzati nelle singole gare mentre i restanti punteggi vengono scartati. In ciascuna gara di campionato vengono attribuiti tre punteggi, sommati tra loro, ai primi 15 classificati assoluti in base alla posizione in classifica assoluta, di gruppo e di classe secondo i seguenti schemi:
| Posizione assoluta | 1ª | 2ª | 3ª | 4ª | 5ª | 6ª | 7ª | 8ª | 9ª | dalla 10ª alla 15ª |
| Punti              | 15 | 12 | 10 | 8  | 6  | 5  | 4  | 3  | 2  | 1                  |

| Posizione di Gruppo | 1ª | 2ª | 3ª | 4ª | 5ª | 6ª | 7ª | dalla 8ª alla 10ª |
| Punti               | 10 | 8  | 6  | 5  | 4  | 3  | 2  | 1                 |

| Posizione di Classe            | 1ª | 2ª | 3ª | 4ª | 5ª | 6ª | 7ª | 8ª |
| Punti (fino a 3 classificati)  | 5  | 3  | -  | -  | -  | -  | -  | -  |
| Punti (da 4 a 6 classificati)  | 7  | 5  | 3  | 1  | -  | -  | -  | -  |
| Punti (da 7 a 10 classificati) | 9  | 7  | 5  | 3  | 2  | 1  | -  | -  |
| Punti (oltre 10 classificati)  | 10 | 8  | 6  | 5  | 4  | 3  | 2  | 1  |

I punti cumulati nella penultima gara in calendario sono moltiplicati per un coefficiente 1,5 mentre quelli cumulati nell'ultima gara vengono raddoppiati.
Per il titolo di campione under 23 2015 sono considerati validi i punti ottenuti in almeno 3 gare di campionato e i punteggi vengono attribuiti in base alla posizione in classifica di classe di ciascuna gara secondo il seguente schema:
| Posizione di Classe | 1ª | 2ª | 3ª | 4ª | 5ª | 6ª | 7ª | 8ª |
| Punti               | 10 | 8  | 6  | 5  | 4  | 3  | 2  | 1  |

### Classifica campionato italiano piloti
| Pos | Pilota               | Vettura                   | Gruppo | SOM | TOR  | CBS  | SAL  | SPD | AGE  | BLC  | CND | Punti validi |
| --- | -------------------- | ------------------------- | ------ | --- | ---- | ---- | ---- | --- | ---- | ---- | --- | ------------ |
| 1   | Fabio Emanuele       | Osella PA 9/90 Alfa Romeo | SPS    | 30  | 30   | (13) | (30) | 30  | (21) | 45   | 36  | 171          |
| 2   | Salvatore Venanzio   | Radical SR4               | SPS    | 25  | (15) | (10) | 27   | 21  | (18) | 37,5 | 60  | 170,5        |
| 3   | Alberto Santoro      | Radical SR4               | SPS    |     | 20   | 25   | (3)  | 27  | (11) | 28,5 | 46  | 146,5        |
| 4   | Domenico Polizzi     | Elia Avrio Suzuki         | SPS    |     | 27   | 32   | (13) | 15  | 15   |      | 46  | 135          |
| 5   | Vincenzo Manganiello | Fiat 126 Suzuki           | P      |     | 12   | 18   | 16   | (4) | 17   | 31,5 |     | 94,5         |
| 6   | Luigi Vinaccia       | Osella PA 9/90 Alfa Romeo | SPS    | 19  | 19   | 19   | 9    | (7) | 27   |      |     | 93           |
| Pos | Pilota               | Vettura                   | Gruppo | SOM | TOR  | CBS  | SAL  | SPD | AGE  | BLC  | CND | Punti validi |

Tra parentesi i punteggi scartati.

Seguono altri 67 piloti senza punti validi.

### Classifica campionato piloti under 23
| Pos | Pilota               | Vettura          | Gruppo-Classe | SOM | TOR | CBS | SAL | SPD | AGE | BLC | CND | Punti validi |
| --- | -------------------- | ---------------- | ------------- | --- | --- | --- | --- | --- | --- | --- | --- | ------------ |
| 1   | Vincenzo Manganiello | Fiat 126 Suzuki  | P-2           |     | 6   | 10  | 8   | 5   | 10  | 10  |     | 49           |
| 2   | Antonino Sbaratta    | Citroën Saxo vts | N-3           |     |     | 10  | 6   | 8   |     | 10  | 10  | 44           |
| 3   | Andrea Grammatico    | Fiat 127         | S-3           | 10  |     | 8   |     | 10  |     | 8   |     | 36           |
| Pos | Pilota               | Vettura          | Gruppo-Classe | SOM | TOR | CBS | SAL | SPD | AGE | BLC | CND | Punti validi |

Seguono altri 12 piloti senza punti validi.